# Победнице светских првенстава у атлетици у дворани — 3.000 метара
Победнице светских првенстава у атлетици у дворани  у дисциплини 3.000 метара за жене, која се, у програмима првенстава, налази од такмичења 1985. у Паризу под именом Светске игре у дворани, наведене су у следећој табели са резултатима који су изражени у минутима.

## Табела победница на СП у дворани у трци на 3.000 метара за жене
Стање после СП 2025.
| Светско првенство         |                                     | Резултат         |                                     | Резултат    |                                  | Резултат     |
| Париз 1985 детаљи         | Деби Скот · Канада                  | 9:04,99          | Агнезе Посамаи · Италија            | 9:09,66     | Петисју Пламер · САД             | 9:12,12      |
| Индијанополис 1987 детаљи | Татјана Самољенко · Совјетски Савез | 8:46,52 РСП      | Олга Бондаренко · Совјетски Савез   | 8:47,08     | Марићика Пујка · Румунија        | 8:47,92      |
| Будимпешта 1989 детаљи    | Ели ван Хулст · Холандија           | 8:33,82 СР РСП   | Лиз Меколган · Уједињено Краљевство | 8:34,80     | Маргарета Кешег · Румунија       | 8:48,70      |
| Севиља 1991 детаљи        | Мари-Пјер Дуро · Француска          | 8:50,69          | Маргарета Кешег · Румунија          | 8:51,51     | Љубов Кремљова · Совјетски Савез | 8:51,90      |
| Торонто 1993 детаљи       | Ивон Мари · Уједињено Краљевство    | 8:50,55          | Маргарета Кешег · Румунија          | 9:02,89     | Лин Џенингс САД                  | 9:03,78      |
| Барселона 1995. детаљи    | Габријела Сабо · Румунија           | 8:54,50          | Лин Џенингс САД                     | 8:55,23     | Џоан Незбит САД                  | 8:56,08      |
| Париз 1997 детаљи         | Габријела Сабо · Румунија           | 8:45,75          | Соња О'Саливен · Ирска              | 8:46,19     | Фернанда Рибеиро · Португалија   | 8:49,79      |
| Маебаши 1999. детаљи      | Габријела Сабо · Румунија           | 8:36,42          | Захра Оазиз · Мароко                | 8:38,43 АФР | Реџина Џејкобс САД               | 8:39,14 САМР |
| Лисабон 2001. детаљи      | Олга Јегорова · Русија              | 8:37,48          | Габријела Сабо · Румунија           | 8:39,65     | Јелена Задорожнаја · Русија      | 8:40,15      |
| Бирмингам 2003. детаљи    | Берхане Адере · Етиопија            | 8:40,25          | Марта Домингез · Шпанија            | 8:42,17     | Месерат Дефар · Етиопија         | 8:42,58      |
| Будимпешта 2004. детаљи   | Месерат Дефар · Етиопија            | 9:11,22          | Берхане Адере · Етиопија            | 9:11,43     | Шејн Кулпепер САД                | 9:12,15      |
| Москва 2006. детаљи       | Месерат Дефар · Етиопија            | 8:38,80          | Лиља Шобукова · Русија              | 8:42,18     | Лидија Чојецка · Пољска          | 8:42,59      |
| Валенсија 2008. детаљи    | Месерат Дефар · Етиопија            | 8:38,79          | Меселех Мелкаму · Етиопија          | 8:41,50     | Марием Алауи Сеисоули · Мароко   | 8:41,66      |
| Доха 2010. детаљи         | Месерат Дефар · Етиопија            | 8:51,17          | Вивијан Черијот · Кенија            | 8:51,85     | Сентајеху Ејигу · Етиопија       | 8:52,08      |
| Инстанбул 2012. детаљи    | Хелен Обири · Кенија                | 8:37,16          | Месерат Дефар · Етиопија            | 8:38,26     | Гелете Бурка · Етиопија          | 8:40,18      |
| Сопот 2014. детаљи        | Гензебе Дибаба · Етиопија           | 8:55,04          | Хелен Обири · Кенија                | 8:57,72     | Марјам Јусуф Џамал · Бахреин     | 8:59,16      |
| Портланд 2016. детаљи     | Гензебе Дибаба · Етиопија           | 8:47,43          | Месерат Дефар · Етиопија            | 8:54,26     | Шенон Роубери · САД              | 8:55,55      |
| Бирмингем 2018. детаљи    | Гензебе Дибаба · Етиопија           | 8:45,05          | Сифан Хасан · Холандија             | 8:45,68     | Лора Мјур Уједињено Краљевство   | 8:45,78      |
| Београд 2022. детаљи      | Лемлем Хаилу · Етиопија             | 8:41,82          | Ели Перије Сент Пјер · САД          | 8:42,04     | Еџгајеху Таје · Етиопија         | 8:42,23      |
| Глазгов 2024. детаљи      | Ели Перије Сент Пјер · САД          | 8:20,87 САМР РСП | Гудаф Цегај · Етиопија              | 8:21,13     | Беатрис Чепкоеч · Кенија         | 8:22,68      |
| Нанкинг 2025. детаљи      | Фревењи Хаилу · Етиопија            | 8:37,21          | Шелби Хулихан · САД                 | 8:38,26     | Џесика Хал · Аустралија          | 8:38,28      |
| Торуњ 2026.               |                                     |                  |                                     |             |                                  |              |

Легенда: АЗР = Рекорд Азије у дворани, САМР= Рекорд Северне Америке у дворани, РСП = Рекорд светских првенстава у дворани

## Биланс медаља на СП у дворани у трци на 3.000 метара за жене
Стање после СП 2025.
|     | Држава               |    |    |    |    |
| --- | -------------------- | -- | -- | -- | -- |
| 1.  | Етиопија             | 10 | 5  | 4  | 19 |
| 2.  | Румунија             | 3  | 3  | 2  | 8  |
| 3.  | САД                  | 1  | 3  | 6  | 10 |
| 4.  | Кенија               | 1  | 2  | 1  | 4  |
| 5.  | Совјетски Савез      | 1  | 1  | 1  | 3  |
| 5.  | Уједињено Краљевство | 1  | 1  | 1  | 3  |
| 5.  | Русија               | 1  | 1  | 1  | 3  |
| 8.  | Холандија            | 1  | 1  | 0  | 2  |
| 9.  | Канада               | 1  | 0  | 0  | 1  |
| 9.  | Француска            | 1  | 0  | 0  | 1  |
| 11. | Мароко               | 0  | 1  | 1  | 2  |
| 12. | Италија              | 0  | 1  | 0  | 1  |
| 12. | Ирска                | 0  | 1  | 0  | 1  |
| 12. | Шпанија              | 0  | 1  | 0  | 1  |
| 15. | Португалија          | 0  | 0  | 1  | 1  |
| 15. | Пољска               | 0  | 0  | 1  | 1  |
| 15. | Бахреин              | 0  | 0  | 1  | 1  |
| 15. | Аустралија           | 0  | 0  | 1  | 1  |
|     | Укупно 19 земаља     | 21 | 21 | 21 | 63 |

###### Трка на 3.000 метара у дворани
- Победници светских првенстава у дворани — 3.000 метара за мушкарце
- Победнице европских првенстава у дворани — 3.000 метара за жене
- Победници европских првенстава у дворани — 3.000 метара за мушкарце

###### Трка на 3.000 метара на отвореном
- Освајачице олимпијских медаља у атлетици — 3.000 метара за жене
- Победнице светских првенстава у атлетици на отвореном — 3.000 метара за жене